# The House of the Dead (jeu vidéo)
Pour les articles homonymes, voir House of the Dead.
 (janvier 2025).
Si vous disposez d'ouvrages ou d'articles de référence ou si vous connaissez des sites web de qualité traitant du thème abordé ici, merci de compléter l'article en donnant les références utiles à sa vérifiabilité et en les liant à la section « Notes et références ».
The House of the Dead (ザ・ハウス・オブ・ザ・デッド : za hausu obu za deddo en japonais) (La Maison des Morts) est un jeu vidéo de tir au pistolet sorti sur borne d'arcade en 1996. Il est ensuite paru sur Saturn et PC en 1998. Le joueur, armé d'un pistolet, doit se frayer un chemin à travers une horde de zombies. Il reprend de nombreux éléments du célèbre Virtua Cop, en y ajoutant une ambiance morbide, du sang et des monstres. Le jeu connaîtra trois suites directes : The House of the Dead 2, 3 et 4, parues d'abord sur bornes d'arcade, puis sur consoles et PC (Windows).

## Trame

### Histoire
Le scénario et le design général revendique un côté « série B ». L'action prend place en 1998 dans la peau de deux agents spéciaux du gouvernement, Thomas Rogan et G, chargés de faire la lumière sur les agissements troubles d'un laboratoire établi au cœur d'un vieux manoir. Il est dirigé par le docteur Roy Curien, un scientifique notoirement connu pour ses expériences dangereuses et inhumaines. Rogan et G devront utiliser leur esprit et leurs pistolets pour trouver Curien et pour l'arrêter avant que les zombies et autres créatures ne puissent atteindre la civilisation. Le combat est cependant plus personnel pour Rogan, qui devra également retrouver Sophie Richards, sa fiancée, prisonnière en ces lieux.T

### Personnages
- Thomas Rogan — C'est un agent du gouvernement (AMS). Il est également le fiancé de Sophie. Il a une fille, Lisa Rogan. Il est incarné par le joueur 1.
- G — Également agent du gouvernement (AMS), aucune information n'est dévoilée sur cet homme. Il est incarné par le joueur 2.
- Sophie Richards — Sophie est la fiancée de Rogan. C'est une scientifique de la DBR corporation qui travaille dans les laboratoires du docteur Curien. Capturée, elle est blessée par The Chariot à la fin de premier chapitre, et décède si le joueur fait un mauvais score, dans le cas contraire et dans la logique de l'histoire des autres épisodes, elle survit.
- Dr. Roy Curien — C'est un biochimiste et un généticien compétent. Obsédé par la découverte de la véritable nature de la vie et de la mort, il décide de créer un laboratoire de recherche dans le manoir de sa famille, aidé par des scientifiques de la DBR Corporation. Il est connu pour ses agissements troubles, dangereux et inhumains. Le Magician (type 0) (voir plus bas) est son projet le plus abouti. Il reviendra dans The House of the Dead 2.

## Système de jeu
The House of the Dead est un rail shooter (une forme particulière de shoot 'em up), c’est-à-dire un jeu dans lequel le joueur ne contrôle pas ses déplacements, tout du moins de manière directe, à la manière d'un Time Crisis. Il est divisé en quatre chapitres (The First Chapter: Tragedy, The Second Chapter: Revenge, The Third Chapter: Truth et The Final Chapter: The house of the dead) (Le Premier Chapitre : Tragédie, Le Second Chapitre : Vengeance, Le Troisième Chapitre : Vérité et Le Dernier Chapitre : La maison des morts), avec un boss à la fin de chacun d'eux. Le ou les joueurs utilisent des pistolets light gun pour tirer sur les ennemis en visant l'écran. L'un des intérêts du jeu vient principalement du fait que chaque balle arrache un morceau de chair voire un membre entier à la victime.
Le joueur 1 est dans la peau de Thomas Rogan, en rouge, à gauche de l'écran, tandis que le joueur 2 est dans la peau de G, en bleu, à droite. Ils disposent d'un certain nombre de balles et il suffit de tirer en dehors de l'écran pour recharger. L'énergie est symbolisée par des petites lampes à huile.
Le scrolling est automatique. Principalement dans le premier et le second chapitre, plusieurs cheminements sont possibles et sont déterminés par une action précise comme le sauvetage d'un scientifique par exemple. Il s'ensuit un grand nombre de combinaisons différentes de cheminements, ce qui augmente la durée de vie du titre, qui est parfaite en arcade (40 minutes environ) mais courte sur console.
Dans les trois premiers chapitres, le joueur est plusieurs fois amené à sauver des chercheurs aux prises avec les zombies. Les tuer d'une balle lui enlèvera une vie, les sauver le récompensera soit d'une vie, soit d'un cheminement différent, soit d'un simple remerciement. À la fin des chapitres sont répertoriés le nombre de scientifiques libérés, accordant un bonus éventuel.
La difficulté est réglable avec cinq niveaux possibles, soit par le gérant de la borne pour la version arcade, soit par le joueur pour les versions Saturn et PC. Elle influe sur la résistance des monstres, mais pas sur leur nombre, qui varie seulement selon le nombre de joueurs.

## Développement

### Équipe technique
- Producteur : Rikiya Nakagawa
- Producteur Assistant : Hiroshiaso
- Programmeurs : Koji Ooto, Kazutomo Sanbongi, Kazutaka Horie, Tomoyuki Naito, Gen Miyazaki
- Designers : Hiroyuki Taguchi, Yasutada Kawata, Nobutaka Tozawa, Takahiro Kudou, Akiko Shirota, Satoshi Ito, Norio Ishii, Yasushi Sekido
- Musique et effets sonores : Tetsuya Kawauchi
- Directeur et Planeur : Takashi Oda
- AM2 : Minoru Matsuba, Yasuhiro Komori, Noriaki Ueda, Motohiko Higashiguchi, Eiji Inoue, Ken Adachi, Kenji Watanabe

### Portages
Le jeu est sorti en 1998 sur Saturn et sur PC (avec un système Windows). Il propose, en plus de la version arcade originale, un mode supplémentaire qui permet de choisir son personnage parmi plusieurs, chacun avec ses caractéristiques (nombre de vies, nombre de balles, rapidité et puissance). Un Boss Mod chronométré a également été ajouté, tout comme un soundtest et un menu options proposant entre autres le réglage de la difficulté et la couleur du sang.

## Remake
En avril 2021, il a été annoncé qu'un remake du jeu sortira sur la Nintendo Switch.
The House of the Dead: Remake est développé par MegaPixel Studio et sera publié par Forever Entertainment, sous licence de Sega.
En janvier 2022, les médias ont rapporté que le jeu devrait sortir en mars 2022, mais il a été annoncé plus tard qu'il serait lancé le 7 avril 2022.